# CZW軍
CZW軍（シー・ジー・ダブリュー・ぐん）は、2000年代初頭の大日本プロレスを舞台に活動したコンバット・ゾーン・レスリング（CZW）のプロレスラーらの総称である。コンバット・ゾーン・レスリングの設立者かつ先導者としてのジョン・ザンディグを始め、ニック・ゲージ、ワイフビーター、ジャスティス・ペイン、ラッカス、ネイト・ヘイトリッド、ジョニー・カジミア、トレント・アシッド、ニック・バーク、ヴァン・ハマーなどといった人物らがそこに含まれた。
大日本プロレスとコンバット・ゾーン・レスリングとの『抗争』の勃発に伴う『CZWからの殴り込み』という触れとともに日本に上陸したCZW軍は、大日本プロレスの巡業とともに日本各地を巡行しつつ、その各レスラーらの活躍をしてその名を大いに知らしめることとなった。
2000年の6月におけるザンディグ∽ニック・ゲージによるタッグ王座の獲得を皮切りに、ワイフビーター∽ジャスティス・ペイン組による同王座の獲得、ザンディグによるデスマッチヘビー級王座の3度にわたる獲得、ジョニー・カジミア/ラッカス/トレント・アシッドによるジュニアヘビー級王座の獲得―と、大日本プロレスの王座を戴冠するに至った人材も多く含まれた。
やがて撤退とともに事実上の消滅の時を迎えるに至ったものの、ごく短期間ながら日本の地にあり活躍を見せたCZW軍は、その舞台となった大日本プロレスの―そして自身の母体たるCZWの歴史に多大なる影響を与えた。
のちにはゲーム作品のファイヤープロレスリングに『MAD外人ズ』として登場しもした。